# Shawn Bradley
Shawn Paul Bradley (ur. 22 marca 1972 w Landstuhl) – amerykański koszykarz występujący na pozycji środkowego, posiadający także niemieckie obywatelstwo.

## Profesjonalna kariera
Shaun Bradley przyszedł na świat na terenie Niemiec, lecz dorastał już w Stanach Zjednoczonych, w Castle Dale w stanie Utah.
W 1990 wystąpił w meczu gwiazd amerykańskich szkół średnich - McDonald’s All-American.
Gdy poszedł na uniwersytet, widać było od razu, że ma spory talent do koszykówki. W drafcie został wybrany z numerem 2 przez Philadelphia 76ers. Już w pierwszych latach w NBA dał się poznać jako gracz znakomicie blokujący, lecz o niewielkich umiejętnościach ofensywnych. Jego średnia bloków w tamtych latach to 3,5 na mecz. Bradley podczas tego odcinka kariery legitymował się też dobrym rzutem z wyskoku, którego jednak rzadko używał. W jednym z sezonów osiągnął nawet 92% skuteczności z rzutów osobistych – znacznie powyżej średniej całej kariery.
Bradley, bardzo szczupły jak na środkowego, nie miał lekkiego życia. Musiał zmagać się ze znacznie lepiej zbudowanymi zawodnikami swojej generacji i zyskał sobie miano dość niepewnego zawodnika, niezbyt agresywnego w defensywie. Czasami, grywając średnio 30 minut na mecz, legitymował się średnią aż czterech fauli na grę.
Po kilku latach solidnej gry dla New Jersey Nets oraz Dallas Mavericks zaczęły mu dokuczać problemy z kolanami. Grał coraz mniej, a gdy Mavericks w 2004 roku ściągnęli Erica Dampiera, grywał już tylko po kilka minut w meczu. Swoją profesjonalną karierę zakończył w czerwcu 2005.

## Międzynarodowa kariera
Bradley reprezentował Niemcy na arenie światowej. Wraz z kolegą z Dallas Dirkiem Nowitzkim grali w reprezentacji Niemiec, która zajęła czwarte miejsce na rozgrywanych w Turcji Mistrzostwach Europy 2001. Żeby zagrać w tym turnieju, Bradley musiał uzyskać niemiecki paszport, co z racji na jego miejsce urodzenia nie było trudne.

## Kariera pokoszykarska
Po zakończeniu kariery sportowej Bradley rozpoczął pracę w Akademii West Ridge – szkole koedukacyjnej dla trudnej młodzieży w West Jordan w stanie Utah. Łączy tam funkcje wicedyrektora, opiekuna oraz trenera. Opisując jego predyspozycje, dyrektor wykonawczy placówki, Ken Allen, stwierdził; „Shawn ma świetną prezencję – głównie z powodu rozmiaru – i jest bardzo wiarygodny w kontaktach z dziećmi, dzięki czemu jest dla nich doskonałym mentorem. Ponadto jest świetnym przykładem kogoś, kto dzięki ciężkiej pracy osiągnął sukces. Taki wysoki wzrost nie ułatwiał mu życia. Wie co to jest być 'innym' dzieckiem i wskutek tego umie sobie radzić z tego typu młodzieżą.”

## Życie osobiste
Shawn Bradley i jego żona Annette mają szóstkę dzieci: córki Cheyenne, Cierę, Charity i Chelsea oraz synów Chance'a oraz Chace'a.
Bradley jest mormonem. W wieku lat 19 rozpoczął dwuletnią służbę jako misjonarz mormońskiego Kościoła Jezusa Chrystusa Świętych w Dniach Ostatnich w Nowej Południowej Walii na terenie Australii. Ponadto znany jest z działalności charytatywnej. W sezonie 2000/2001 za każdy blok płacił 25 dolarów dla organizacji wspomagającej dzieci dotkniętych AIDS.
20 stycznia 2021 został jadąc na własnej posesji na rowerze został potrącony przez samochód i jest sparaliżowany.

## Bradley na ekranie
W roku 1996 Bradley wraz z Michaelem Jordanem, Patrickiem Ewingiem, Muggsym Boguesem, Larrym Johnsonem oraz Charlesem Barkleyem wziął udział w filmie Kosmiczny mecz.
Zagrał też epizodyczne role samego siebie w jednym z odcinków serialu Strażnik Teksasu oraz mechanika w filmie The Singles Ward.

## Osiągnięcia
Na podstawie, o ile nie zaznaczono inaczej.
NCAA
- Uczestnik II rundy turnieju NCAA (1991)
- Mistrz turnieju konferencji Western Athletic (WAC – 1991)
- MVP turnieju WAC (1991)
- Najlepszy pierwszoroczny zawodnik roku konferencji WAC (1991)
- Zaliczony do:
  - I składu:
    - defensywnego WAC (1991)
    - najlepszych pierwszorocznych zawodników konferencji WAC (1991)

  - II składu WAC (1991)
  - składu honorable mention All-American (1991 przez Associated Press)
- Lider NCAA w średniej (5,2) i liczbie (177) bloków (1991)[5]

NBA
- Zaliczony do II składu debiutantów NBA (1994)[6]
- Uczestnik meczu gwiazd debiutantów (1994)
- Lider NBA w blokach (1997)

Reprezentacja
- Uczestnik mistrzostw Europy (2001 – 4. miejsce)

## Rekordy indywidualne
- Najwięcej punktów w meczu: 32
- Najwięcej zbiórek w meczu: 22
- Najwięcej asyst w meczu: 7
- Najwięcej bloków w meczu: 13

## Statystyki

### Sezony zasadnicze
| Sezon     | Klub                               | Punkty | Zbiórki | Asysty | Przechwyty | Bloki | Straty | Mecze | Na boisku |
| --------- | ---------------------------------- | ------ | ------- | ------ | ---------- | ----- | ------ | ----- | --------- |
| 1993/1994 | Philadelphia 76ers                 | 10,3   | 6,2     | 2,0    | 0,92       | 3,0   | 3,02   | 49    | 28,3 min  |
| 1994/1995 | Philadelphia 76ers                 | 9,5    | 8,0     | 0,6    | 0,66       | 3,34  | 1,73   | 82    | 28,8 min  |
| 1995/1996 | Philadelphia 76ers/New Jersey Nets | 11,9   | 8,1     | 0,8    | 0,62       | 3,65  | 2,27   | 79    | 29,5 min  |
| 1996/1997 | New Jersey Nets/Dallas Mavericks   | 13,2   | 8,4     | 0,7    | 0,55       | 3,4   | 3,2    | 73    | 31,3 min  |
| 1997/1998 | Dallas Mavericks                   | 11,4   | 8,1     | 0,9    | 0,8        | 3,34  | 1,5    | 64    | 28,5 min  |
| 1998/1999 | Dallas Mavericks                   | 8,6    | 8,0     | 0,8    | 0,71       | 3,24  | 1,14   | 49    | 26,4 min  |
| 1999/2000 | Dallas Mavericks                   | 8,4    | 6,5     | 0,8    | 0,92       | 2,47  | 0,96   | 77    | 24,7 min  |
| 2000/2001 | Dallas Mavericks                   | 7,1    | 7,4     | 0,5    | 0,44       | 2,78  | 1,07   | 82    | 24,4 min  |
| 2001/2002 | Dallas Mavericks                   | 4,1    | 3,3     | 0,4    | 0,53       | 1,21  | 0,47   | 53    | 14,3 min  |
| 2002/2003 | Dallas Mavericks                   | 6,7    | 5,9     | 0,7    | 0,8        | 2,1   | 0,83   | 81    | 21,4 min  |
| 2003/2004 | Dallas Mavericks                   | 3,3    | 2,6     | 0,3    | 0,5        | 1,12  | 0,26   | 66    | 11,7 min  |
| 2004/2005 | Dallas Mavericks                   | 2,7    | 2,8     | 0,2    | 0,32       | 0,82  | 0,43   | 77    | 11,5 min  |